# Таубеншлаг, Рафал
Рафал Таубеншлаг (пол. Rafał Taubenschlag; 6 мая 1881, Пшемысль, Австро-Венгрия — 25 июня 1958, Варшава, Польша) — польский учёный-антиковед, специалист по греко-римскому праву и папирологии, историк права, редактор, педагог, профессор Ягеллонского (с 1918) и Колумбийского (1947—1958) университетов, академик Польской академии знаний, основатель журнала «Journal of Juristic papyrology», а также Института папирологии и античного права при Варшавском университете.
В 1953 году награждён государственной премией первой степени.

## Биография
Родился в еврейской семье. После окончания гимназии, обучался на юридическом факультете Ягеллонского университета, где в 1904 году получил степень доктора наук. Ученик Л. Миттайса (1859—1921). В 1919 году стал адъюнкт-профессором Ягеллонского университета, а через два года — профессором. С 1927 года — член-корреспондент Польской академии наук и искусств, в 1929 году — декан юридического факультета Ягеллонского университета.
В годы Второй Мировой войны находился в США. Читал лекции, основал журнал.
Автор свыше 200 научных трудов, в том числе известной монографии «Право в греко-римском Египте в свете папирусов (332 до н. э. — 640 н. э.)», оба тома которой вышли в 1944—1948 годах (1-й том монографии посвящён вопросам частного и уголовного права, а также судопроизводству в греко-римском Египте; во 2-м томе основное внимание уделено вопросу о конституционном и административном праве, а также исполнительной власти).
Рассматривая вопрос о контроле государства над экономикой, Р. Таубеншлаг раскрывает необычайную регламентацию всех сторон экономической деятельности Египта. Главным источником рабства в эллинистическом Египте учёный считал войны и рыночные аукционы.
Занимался также историей средневекового польского права.
Похоронен в Кракове на Раковицком кладбище.

## Избранные публикации
- La storia della recezione del diritto romano in Polonia fino alla fine del secolo XVI, Bologna 1939.
- The law of Greco-Roman Egypt in the light of the papyri 332 B. C. – 640 A. D, Vol. 2: Political and administrative law, Warsaw: Polish Philological Society 1948 (wyd. 2 Warszawa: Państwowe Wydawnictwo Naukowe 1955).
- Nomos in the Papyri, Warsaw: Warsaw Soc. of Sciences and Letters with the support of the Polish Prime Minister and the Min. of Education 1948.
- The provisional legal protection in the papyri, Warsaw: Warsaw Soc. of Sciences a. Letter Dep. 2 with the support of the Min. of Inst. of Higher Learn. a. Sciences 1951.
- Les publications du stratège dans l'Égypte greco-romain, Warsaw: Warsaw Soc. of Sciences a. Letter Dep. 2 with the support of the Min. of Inst. of Higher Learn. a. Sciences 1951.
- The Roman authorities and the local law in Egypt before and after the C. A., Warsaw : Warsaw Soc. of Sciences a. Letter Dep. 2 with the support of the Min. of Inst. of Higher Learn. a. Sciences 1951.
- Survey of the literature chieftly 1950 till 1951 ; Survey of the papyri chieftly from 1950 till 1951, Warsaw: Warsaw Soc. of Sciences a. Letter Dep. 2 with the support of the Min. of Inst. of Higher Learn. a. Sciences 1951.
- Rzymskie prawo prywatne, Warszawa: Państwowe Wydawnictwo Naukowe 1955.
- Rzymskie prawo prywatne na tle praw antycznych,  Warszawa: Państwowe Wydawnictwo Naukowe 1955.
- Opera minora, t.1-2, prefazione V. Arangio-Ruiz, Warszawa: Państwowe Wydawnictwo Naukowe 1959.